# La Liga 1960–61

La Liga 1960-61 là mùa giải thứ 30 của La Liga kể từ khi nó được thành lập. Giải đấu bao gồm các câu lạc bộ sau:
| - Athletic Bilbao - Atlético Madrid - FC Barcelona - Elche CF - RCD Espanyol - Granada CF - RCD Mallorca - Racing de Santander |  | - Real Betis - Real Madrid C.F. - Real Oviedo - Real Sociedad - Real Valladolid - Real Zaragoza - Sevilla FC - Valencia CF |

## Bảng xếp hạng
| Vị trí | Câu lạc bộ          | Số trận | T  | H  | Th | BT | BB | Điểm | HS  |                                 |
| ------ | ------------------- | ------- | -- | -- | -- | -- | -- | ---- | --- | ------------------------------- |
| 1      | Real Madrid C.F.    | 30      | 24 | 4  | 2  | 89 | 25 | 52   | 64  | Vô địch La Liga                 |
| 2      | Atlético Madrid     | 30      | 17 | 6  | 7  | 57 | 35 | 40   | 22  |                                 |
| 3      | Real Zaragoza       | 30      | 12 | 9  | 9  | 54 | 53 | 33   | 1   |                                 |
| 4      | FC Barcelona        | 30      | 13 | 6  | 11 | 62 | 47 | 32   | 15  |                                 |
| 5      | Valencia CF         | 30      | 11 | 10 | 9  | 46 | 42 | 32   | 4   |                                 |
| 6      | Real Betis          | 30      | 11 | 8  | 11 | 42 | 44 | 30   | -2  |                                 |
| 7      | Athletic Bilbao     | 30      | 12 | 6  | 12 | 42 | 41 | 30   | 1   |                                 |
| 8      | Real Sociedad       | 30      | 10 | 10 | 10 | 37 | 46 | 30   | -9  |                                 |
| 9      | RCD Mallorca        | 30      | 12 | 4  | 14 | 38 | 41 | 28   | -3  |                                 |
| 10     | RCD Espanyol        | 30      | 12 | 3  | 15 | 46 | 46 | 27   | 0   |                                 |
| 11     | Sevilla FC          | 30      | 9  | 9  | 12 | 42 | 46 | 27   | -4  |                                 |
| 12     | Racing de Santander | 30      | 11 | 4  | 15 | 42 | 47 | 26   | -5  |                                 |
| 13     | Real Oviedo         | 30      | 10 | 6  | 14 | 39 | 54 | 26   | -15 |                                 |
| 14     | Elche CF            | 30      | 9  | 7  | 14 | 48 | 75 | 25   | -27 |                                 |
| 15     | Real Valladolid     | 30      | 11 | 3  | 16 | 39 | 52 | 25   | -13 | Xuống hạng tới Segunda División |
| 16     | Granada CF          | 30      | 5  | 7  | 18 | 32 | 61 | 17   | -29 | Xuống hạng tới Segunda División |